# 116-я улица (линия Ленокс-авеню, Ай-ар-ти)
|   |   |   |   |
| · | · | · | · |

|   |   |   |   |
| · | · | · | · |

«116-я улица» (англ. 116th Street) — станция Нью-Йоркского метрополитена, расположенная на линии Ленокс-авеню, Ай-ар-ти.  На станции останавливаются маршруты 2 (круглосуточно) и 3 (круглосуточно). Она представлена двумя боковыми платформами, обслуживающими два пути.
Станция была открыта 23 ноября 1904 года, как часть развития сети Interborough Rapid Transit Company (IRT), до 145th Street под Ленокс-авеню. Через 3 дня было открыто движение через линию на IRT White Plains Road Line.